# Pró-catedral
Uma pró-catedral é uma igreja paroquial usada como substituta de uma catedral.

## Pró-catedrais notáveis

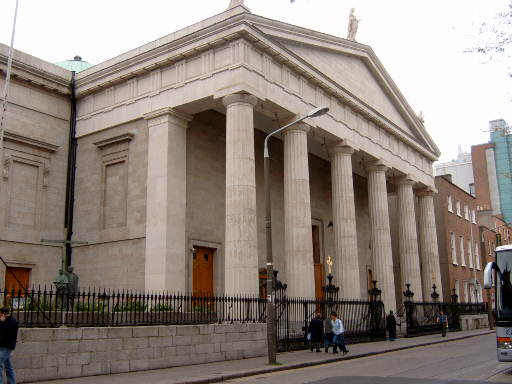
A pró-catedral de Santa Maria, em Dublin

- Pró-catedral de Santa Maria, em Dublin, Irlanda.
- Pró-catedral dos Santos Apóstolos, em Bristol, Inglaterra.
- Pró-catedral de São José, em Candey (Nova Jérsei), Estados Unidos.